# Hermann Böhlaus Nachfolger
Hermann Böhlaus Nachfolger war ein Verlag in Weimar von 1895 bis 2002. Er besteht als Imprint im Verlag J. B. Metzler weiter. Er ist zu unterscheiden vom Böhlau Verlag in Köln und Wien, der seit 1947 separat besteht.

## Geschichte

### 1624–1944
1624 wurde die erste Hofdruckerei in Weimar auf Anordnung des Herzogs Johann Ernst I. von Sachsen-Weimar eingerichtet (Dieser hatte bereits 1618 dem Drucker Johann Weidner in Jena und Weimar das Druckrecht gewährt). 1659 wurde sie in privaten Besitz überführt.
Am 1. November 1853 erwarb der junge Buchhändler Hermann Böhlau (1826–1900) aus Halle die Druckerei und gründete dort den Verlag Hermann Böhlau. Dieser erwarb sich eine breite Anerkennung durch seine rechts- und sprachwissenschaftlichen sowie literaturhistorischen Publikationen. Er begründete auch die große „Sophienausgabe“ der gesammelten Werke Goethes, die maßgebliche Werkausgabe Martin Luthers, sowie die Zeitschrift für geschichtliche Rechtswissenschaft (heute Zeitschrift der Savigny-Stiftung für Rechtsgeschichte), die bis in die Gegenwart bestehen. 
Ab 1. Juli 1895 wurde der Verlag von neuen Eigentümern geführt, die ihn in Hermann Böhlaus Nachfolger umbenannten.
1924 übernahm der Rechtswissenschaftler Professor Karl Rauch (1880–1953) zunächst die Zeitschrift für Rechtsgeschichte, dann den kompletten Verlag und rettete ihn vor dem drohenden Konkurs nach der Wirtschaftskrise.

### 1946–1990
1946 erhielt die ehemalige Mitarbeiterin Leiva Petersen (1912–1992) eine persönliche Lizenz zur Neugründung des Verlages Hermann Böhlaus Nachfolger in Weimar als Kommanditgesellschaft. 1947 wurde sie mit Zustimmung des Vorkriegs-Eigentümers Karl Rauch alleinige persönlich haftende Gesellschafterin. Rauch hatte 1947 einen neuen Verlag in Marburg gegründet und führte ihn 1951 als Böhlau Verlag in Köln und Wien fort. Er hatte formal keinen Einfluss mehr auf die Weimarer Verlagsgeschäfte. 
Leiva Petersen gelang es, das hohe wissenschaftliche Niveau des Verlages zu halten und die großen Werkausgaben sowie renommierte Jahrbücher fortzusetzen. Außerdem erweiterte sie das Verlagsprogramm um regionalhistorische, kunst- und kulturhistorische Werke. 
Es gab eine enge Zusammenarbeit mit dem Böhlau Verlag in Köln, der der alleinige Vertreter der zahlreichen Lizenzausgaben in den westlichen Ländern war.
Am 1. Januar 1979 verkaufte Leiva Petersen den Verlag Hermann Böhlaus Nachfolger an die Akademie der Wissenschaften der DDR, da sie ihn alleine nicht mehr wirtschaftlich führen konnte. Sie leitete ihn aber noch bis 1983.

### 1990–2002
1990 versuchte der Böhlau Verlag in Köln und Wien, den Verlag Hermann Böhlaus Nachfolger in Weimar zu erwerben. Die dortige Belegschaft entschied sich aber dagegen, stattdessen wurde er im Oktober 1990 an den Thorbeke Verlag in Stuttgart verkauft.
Dieser gab ihn 1998 an den Verlag J.B. Metzler weiter, der damals zur Verlagsgruppe Georg von Holtzbrinck gehörte. 
Am 30. Juni 2002 wurde der Verlag Hermann Böhlaus Nachfolger formal aufgelöst und der Verlagssitz in Weimar geschlossen.

### Seit 2002
Seitdem erschienen noch einzelne Titel mit dem alten Verlagsnamen Hermann Böhlaus Nachfolger als Imprint bei J. B. Metzler, darunter die Werkausgaben und die Zeitschriften. J. B. Metzler gehörte seit 2015 zur Verlagsgruppe Springer Nature.

## Publikationen (Auswahl)
Einige Schriftenreihen und Zeitschriften wurden über einen sehr langen Zeitraum fortgeführt
Werkausgaben
- Johann Wolfgang Goethe, Sophienausgabe, umfangreichste Werkausgabe, mindestens 143 Bände
- Martin Luther, Große Werkausgabe, seit 1883; 100. Band 1983
- Schiller-Nationalausgabe

Jahrbücher
- Shakespeare-Jahrbuch
- Hanse-Jahrbuch

Zeitschriften
- Zeitschrift für geschichtliche Rechtswissenschaft, danach  Zeitschrift der Savigny-Stiftung für Rechtsgeschichte
- Zeitschrift für Rechtsgeschichte